# Gemeinsame Betriebskrankenkasse der Wieland-Werke AG
Die Gemeinsame Betriebskrankenkasse der Wieland-Werke AG, Kurzbezeichnung Wieland BKK, war eine deutsche betriebsbezogene Betriebskrankenkasse. Als Träger der gesetzlichen Krankenversicherung war sie eine Körperschaft des öffentlichen Rechts mit Selbstverwaltung. Ihren Ursprung hatte sie im Unternehmen Wieland-Werke.

## Geschichte
Die heutige Betriebskrankenkasse wurde 1834 durch den Unternehmer Philipp Jakob Wieland als Fabrikkrankenkasse gegründet.
Am 1. Januar 2022 fusionierte die Betriebskrankenkasse mit der BKK Verbundplus.

## Beitragssätze
Seit 1. Januar 2009 werden die Beitragssätze vom Gesetzgeber einheitlich vorgegeben. Die BKK erhob ab dem 1. Januar 2015 einen einkommensabhängigen Zusatzbeitrag in Höhe von 1,1 Prozent des beitragspflichtigen Einkommens.

## Weblink
- Offizielle Website